# Quattro poemi sinfonici op. 128

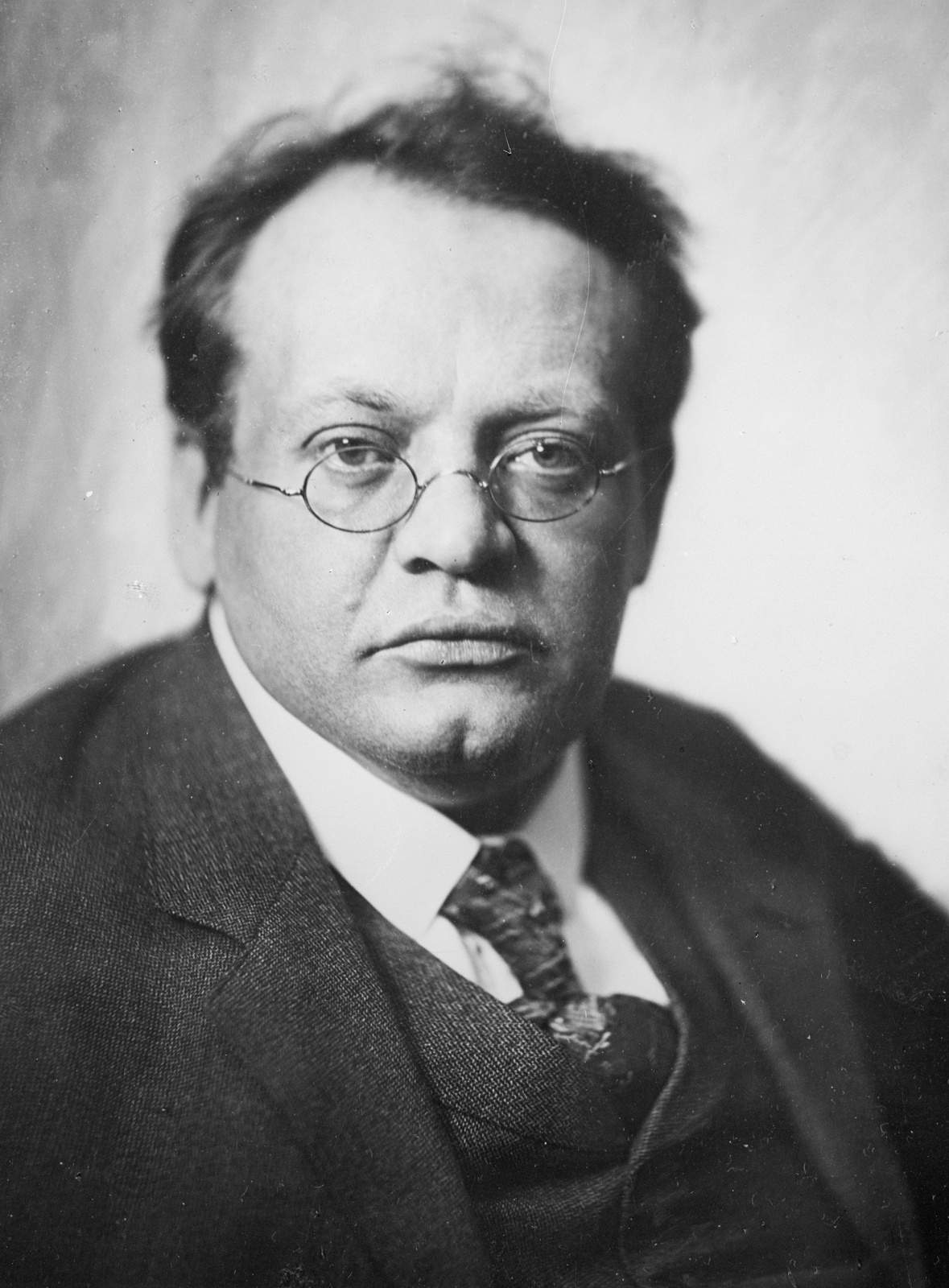
Ritratto di Max Reger

Quattro poemi sinfonici op. 128 è una raccolta di poemi sinfonici di Max Reger.

## Storia
Max Reger era già un compositore, direttore d'orchestra e organista famoso quando nel 1911 si trasferì da Lipsia dove insegnava per accettare l'incarico (invero, anacronistico) di Hofkapellmeister (Maestro di Cappella) presso la corte del vecchio duca Giorgio II di Sassonia-Meiningen, in precedenza già ricoperto dal direttore d'orchestra Hans von Bülow e da Richard Strauss. Con la nuova orchestra Reger compì viaggi in tutta la Germania, dirigendo più di un centinaio di concerti l'anno e alternando tale attività con quella di accompagnatore al pianoforte e di organista.  
Il nuovo incarico gli fu di notevole aiuto nell’elaborazione di numerose feconde idee orchestrali, che durante l’autunno del 1912 gli furono di grande ausilio nella composizione di un’opera ispirata a celebri quadri del pittore Arnold Böcklin. Ai primi di luglio del 1913 erano già stati completati i primi due poemi e il giorno 20 dello stesso mese Reger pose termine alla partitura, sulla quale appose la dedica al direttore d’orchestra Julius Buths. 
Nella storia della musica non era certo la prima volta che un compositore traeva ispirazione da opere pittoriche per scrivere un brano pianistico od orchestrale; in proposito l’esempio più celebre è Quadri di un’esposizione di Modest Mussorgski (composto alla memoria dell’amico deceduto Victor Hartmann), di cui tuttavia non vi è prova che Reger ne avesse conoscenza. Ciò che è notevole, è il fatto che un autore come Reger, energico difensore delle forme più classiche di musica pura quali la sonata e la fuga, abbia preso a riferimento i dipinti di Böcklin per scrivere musica a programma descrittiva. Tale apparente contraddizione è probabile che tragga origine dal dualismo artistico, a prima vista inconciliabile, che costituisce un tratto peculiare di Reger, musicista da un lato dotto, rigoroso fino alla pedanteria, eppure anche ardito e in grado di presagire il futuro. Di sé stesso diceva, poco prima della morte: «Aspettate: entro dieci anni io passerò per reazionario, mi si butterà alle ortiche. Ma io ritornerò». 
Il titolo completo dell'opera 128 è Vier Tondichtungen für großes Orchester nach Arnold Böcklin (quattro poemi sinfonici per grande orchestra da Arnold Böcklin) e la sua suddivisione in quattro parti induce a ritenere che in origine il compositore avesse l'intenzione di scrivere una sinfonia. Il riferimento a Böcklin si può spiegare con il fatto che l’arte del pittore svizzero era particolarmente affine all’estro del compositore tedesco «per il suo clima di classicità inteso secondo soluzioni astrattive, come si nota nel suo più celebre quadro, L’isola dei morti». Nell’insieme, l’op. 128 apre una feritoia dell’arte di Reger verso l’espressionismo, il cui clima gli è molto congeniale essendo, al pari di Böcklin, «propenso ad un’arte fantasiosa ma statica, a una ricerca dell’elementare condotta nel risalto della natura paesistica».

## Descrizione
Il primo movimento, Der geigende Eremit (molto sostenuto), suggerisce l'idea di una musica intima perduta in una solitudine liberamente scelta. L'assolo di violino dell'eremita si libra alla maniera di un corale al di sopra dell'orchestra. Le modulazioni particolari rivelano il conflitto che affligge l'anima dell'eremita; la musica desta l'immagine di un uomo tormentato mentre rivolge una preghiera per ottenere la quiete dal travaglio interiore.  
Il secondo movimento, Im Spiel der Wellen (vivace) è uno scherzo impressionista che descrive un gruppo di Tritoni e Naiadi nell’atto di rincorrersi tra i flutti, battendo la coda come per trarne un piacere erotico. L’accostamento alla “Fontana del Tritone al mattino” di Ottorino Respighi (1916) è immediato.
Il terzo movimento, Die Toteninsel (molto sostenuto - più andante) è il quadro più famoso della suite e si riferisce ad un soggetto sul quale Böcklin ritornò di frequente (in almeno cinque versioni) e che attirò l’attenzione di numerose celebri personalità, tra cui diversi musicisti oltre Reger. August Strindberg ne trasse ispirazione per scrivere una composizione cameristica, mentre Sergei Rachmaninov e Andreas Hallén, a loro volta, composero magnifici poemi sinfonici. Da parte sua, Reger ha saputo tratteggiare musicalmente in maniera magistrale l’aspra natura rocciosa dell’isola, i suoi alti cipressi e le nicchie funerarie, oltre al lento incedere della barca con la misteriosa figura bianca china verso la bara del trapassato. Al pari del cupo soggetto del quadro, la musica di Reger si apre in modo incerto e perplesso con i fiati che si stagliano sul dialogare fondo degli archi «a realizzare l’ambientazione misteriosa, tra lugubre e magica, del soggetto più che chiarire un tema determinato». 
Il quarto movimento Bacchanal (vivace) contrasta con il precedente per il suo carattere di sfrenata festa inebriante ottobrina, dal ritmo orgiastico e dai violenti colori. 
La prima esecuzione dell’op. 128 ebbe luogo a Essen il 12 ottobre 1913 sotto la direzione dell’autore . Poco tempo dopo, il 6 gennaio 1914, Max Reger diresse un concerto alla testa della Meininger Hoforcheste, nel quale eseguì i Quattro poemi op. 128 assieme ad un'altra sua composizione, An die Hoffnung op. 124; nel programma fu inserita anche l’esecuzione dell’Ouverture per una festa accademica op. 80 di Johannes Brahms e della Quinta Sinfonia di Ludwig van Beethoven.